# William Henry Squire
William Henry Squire (Ross-on-Wye, Herefordshire, 8 de Agosto de 1871 – Londres, 17 de Março de 1963) foi um violoncelista e compositor britânico.

## Biografia
Squire foi reconhecido tanto como músico quanto por suas composições. Estudou em Kingsbridge Grammar School em South Devon, e participou da Royal College of Music em 1884, onde estudou violoncelo com Edward Howell e composição com Hubert Parry e Charles Villiers Stanford. Seu debut em Londres foi em 1890 no St James' Hall; ele tocou com a Covent Garden Orchestra entre 1884 e 1887 e com a Queen's Hall Orchestra entre 1897 e 1901, e viajou extensamente como solista, particularmente com Clara Butt. Foi para Doncaster em 1908 e tocou seus próprios arranjos de Frédéric Chopin e Jacques Offenbach.
Lecionou violoncelo no RCM entre 1898 e 1917 e no Guildhall School entre 1911 e 1917; Ele se associou com o Performing Rights Society entre 1926 e 1953. Seu último último aparecimento em um concerto público foi em 1941 no Exeter Cathedral - morreu em Londres aos 91 anos.
Squire escreveu um concerto para violoncelo, duas operetas e peças orquestrais. Suas pequenas peças são a maioria para cello e piano (embora Slumber Song foi escrita para violino, Sylvania para piano solo e Calma de Mare para mandolim).  Entre suas composições mais populares estão a Danse Orientale, Harlequinade, Consolation, Larghetto em D, Madrigal em G, L'Adieu, Bourrée, Danse Rustique, Gavotte, Minuet, Old Swedish Air, Palm Court Priere, Tzig-Tzig (uma dança típica húngara), Tarantella em D menor e transcrições de várias canções folclóricas.
Sicilienne Opus 78 para violoncelo e piano de Gabriel Fauré foi dedicada a Squire.